# Det andet land
Det andet land er det andet studiealbum fra den danske rocksanger Michael Falch. Det blev udgivet i 1986.

## Spor
1. "Den Danske Helt" - 3:51
2. "Ud Af Mørket" - 4:33
3. "I Et Land Uden Høje Bjerge" - 4:40
4. "Kom For At Vinde Dit Hjerte" - 3:50
5. "Cowboyblå" - 4:38
6. "Nerver Af Stål" - 3:28
7. "Rundt På Stjerner" - 4:45
8. "Jeg Danser Med En Engel" - 3:42
9. "Sidste Sommerdag" - 4:04
10. "Det Andet Land" - 5:14